# Avigdor Arikha
Avigdor Arikha (n. el 28 de abril de 1929 - 29 de abril de 2010) fue un pintor, grabador e historiador del arte franco-israelí.

## Primeros años
Arikha nació en el seno de una familia judía germanohablante en Rădăuţi, cerca de Czernowitz, en lo que entonces se llamaba Bukovina y hoy forma parte de Rumanía. Su familia fue deportada en 1941 a un campo de concentración de Ucrania occidental; allí falleció su padre. Arikha logró sobrevivir gracias a los dibujos que hacía de su experiencia del destierro, los cuales fueron mostrados a los delegados de la Cruz Roja. Debido a esto, su hermana y él mismo fueron liberados y trasladados a Palestina en 1944. Entre 1944 y 1948, vivió en el kibutz Ma'aleh Hahamishah. Fue herido de gravedad en la guerra árabe-israelí de 1948. De 1946 a 1949, asistió a la Academia Bezalel de Arte y Diseño de Jerusalén, donde aprendió los métodos de la Bauhaus. En 1949, obtuvo una beca para estudiar en la École des Beaux-Arts de París; allí aprendió la técnica del fresco. Desde 1954, Arikha residió en dicha ciudad.

## Carrera artística
A finales de los 50, Arikha evolucionó a la pintura abstracta, aunque finalmente acabó desechándola como un callejón sin salida. En 1965 dejó de pintar y empezó a dibujar, solo del natural. Continuó de esta suerte, pintando y grabando, durante ocho años, hasta 1973, en que sintió la necesidad de reencontrarse con la pintura. Desde entonces, pinta directamente el objeto, sin dibujo previo. Desarrollaba sus obras en pastel, tinta o grabado, y en una sola sesión.
A este respecto, dijo en una ocasión: «El instante no se repite. Si lo retocas, lo desorganizas. Yo no puedo permitirme dar marcha atrás.» En la web del Museo Thyssen se lee: «Desde entonces, Arikha se ha mantenido fiel a este trabajo del natural, que es para él el único medio de preservar las huellas de lo vivido. Para Arikha, la obra de arte se acerca más a la verdad de la vida tanto más cuanto más se aleja de cualquier abstracción genérica para centrarse en la individualidad del modelo. Toda la pintura es para él una suerte de retrato. “Cuando pinto una manzana, tiene que ser esta manzana y cuando pinto una cara tiene que ser esta cara, no una cara genérica, no una manzana genérica, sino ésta en particular.” Y como cada momento de la vida es irrepetible, el artista se prohíbe volver sobre sus pasos para revisar o enmendar su trabajo. Como en el Fausto de Goethe, la pintura se aferra al instante, suplicándole: detente, eres tan hermoso...»
Arikha era notable por sus retratos, desnudos, naturalezas muertas y paisajes, a los que lograba dotar de gran realismo y espontaneidad, aunque no dejaba de traslucirse su pasada experiencia abstracta, según el modelo, por ejemplo, de Pieter Mondrian.
Arikha ilustró igualmente algunos de los textos de Samuel Beckett, con quien mantuvo una estrecha amistad hasta la muerte del escritor.
El artista pintó por encargo algunos importantes retratos: el de Isabel Bowes-Lyon, Reina Madre de Inglaterra (1983), el de Lord Home of the Hirsel, antiguo primer ministro del Reino Unido (1988), ambos en la Scottish National Portrait Gallery, Edimburgo. Otros retratos: el de la actriz Catherine Deneuve (1990) y el del ex primer ministro francés Pierre Mauroy.

## Catálogos, ensayos y conferencias
Como historiador del arte, Arikha escribió catálogos de exposiciones: sobre Poussin y Jean Auguste Dominique Ingres, para las cuales fue comisario en el Musée du Louvre, la Frick Collection de Nueva York, el Museum of Fine Arts of Houston y el Israel Museum Jerusalem.
Sus ensayos: Ingres, Fifty Life Drawings (Museum of Fine Arts, Houston/Frick Collection, New York, 1986); Peinture et Regard (Paris: Hermann, 1991, 1994); On Depiction (London: Bellew Publishing, 1995); así como numerosos ensayos publicados en New York Review of Books, The New Republic, Commentaire, Literary Imagination, etc.
Impartió conferencias en la Princeton University, la Universidad de Yale, la Frick Collection, el Museo del Prado de Madrid, y muchas otras instituciones. En 2008, el artista fue invitado por el Museo Thyssen-Bornemisza de Madrid, para seleccionar una amplia retrospectiva de su obra y escribir las entradas para el catálogo correspondiente.
De julio de 2006 a enero de 2007 se celebró una exposición sobre el artista en el British Museum (Londres), formada por cien grabados y dibujos.
Arikha estuvo casado desde 1961 hasta su muerte con la escritora Anne Atik, autora de una biografía de Samuel Beckett.

## Libros sobre Arikha
Aparte de los muchos catálogos publicados por su galería, Marlborough Gallery, se cuentan:
- Arikha, por Samuel Beckett, Robert Hughes, André Fermigier (et al.) (Paris: Hermann; London: Thames and Hudson, 1985)
- Arikha, por Duncan Thomson (London: Phaidon, 1994)
- Avigdor Arikha, por Monica Ferrando y Arturo Schwarz (Bergamo: Moretti & Vitali, 2001)
- Avigdor Arikha: From Life - Drawings and Prints, 1965-2005, por Stephen Coppel y Duncan Thomson (London: British Museum Press, 2006), publicado para acompañar su exposición de 2006-7.